# Dziennik Wielkopolski
Dziennik Wielkopolski – dziennik społeczno-polityczny wydawany w latach 1830–1831 w Kaliszu.
Pierwszy numer „Dziennika Wielkopolskiego” ukazał się 5 grudnia 1830, w dwa dni po ukonstytuowaniu się w Kaliszu powstańczej Rady Obywatelskiej Województwa Kaliskiego i był pierwszą gazetą czasu powstania listopadowego jaka ukazała się w Królestwie Polskim poza Warszawą. Każdy numer opatrzony był dewizą pochodzącą z twórczości Jana Kochanowskiego: „Służmy poczciwej sławie, a jako kto może, ku powszechnemu dobru niechaj dopomoże”.
„Dziennik” zamieszczał wiadomości krajowe oraz przedruki z gazet zagranicznych. Sporo miejsca zajmował bogaty dział publicystyki politycznej. Poza tym drukowano poezje religijne i świeckie oraz pieśni wojskowe. Łącznie ukazało się 166 numerów „Dziennika Wielkopolskiego”; ostatni numer wyszedł 30 czerwca 1831.
„Dziennik Wielkopolski” był pierwszym nowoczesnym pismem w Wielkopolsce Wschodniej i odznaczał się wysokim poziomem edytorskim: nowoczesnym łamaniem, czystym drukiem, staranną korektą. Redaktorem „Dziennika” był Józef Zaleski. Pismo drukowane było w drukarni Wojciecha Koszewskiego i Piotra Karśnickiego w Kaliszu.